# Cogomina aspra
La cogomina aspra (Echinoderma asperum), 

## Descripció
== Hàbitat ==.

## Distribució geogràfica
s'ha citat a Catalunya, País Valencià i Mallorca.